# Jan Ellenberg
Jan Ellenberg (* 23. November 1967 in Hamburg) ist ein deutscher Molekularbiologe am European Molecular Biology Laboratory (EMBL) in Heidelberg. Er leitet dort die Arbeitsgruppe Nuclear envelope structure and function in living cells. Im März 2004 bekam er als erster Preisträger die Walther-Flemming-Medaille für seine Forschungen.
Ellenberg studierte Biologie an der Universität Hamburg mit dem Diplom 1994. Er arbeitete von 1995 bis 1998 an seiner Promotion an den National Institutes of Health (NIH) in Bethesda, USA, bei Jennifer Lippincott-Schwartz, bei der er auch nach der Promotion in Biochemie, die 1998 an der FU Berlin erfolgte, bis 1999 blieb. 1999 ging er nach Heidelberg an das European Molecular Biology Laboratory (EMBL) und wurde Forschungsgruppenleiter der Gene Expression and Cell Biology/Biophysics Units. Seit 2004 ist er zudem Koordinator des EMBL Centre for Molecular and Cellular Imaging. Seit 2006 ist er Senior-Wissenschaftler am EMBL und Koordinator der Gene Expression Unit welche 2010 zur Cell Biology & Biophysics Unit wurde, deren Leiter er ist.
Ellenberg forscht zum Zyklus der Zellteilung (Mitose, Meiose), den daran beteiligten Proteinen und DNA/Chromatin-Komplexen, Genen und molekularen Prozessen und der Organisation des Zellkerns, zum Beispiel dem Kernporenkomplex und Chromatinorganisaton und -formation. Unter anderem untersuchte er die Trennung der Chromosomen auf die einzelnen Zellen in Mitose und Meiose. Außerdem befasst er sich mit Methoden der Mikroskopie an lebenden Zellen einschließlich deren Automatisierung und computergestützten Bildanalyse.
Seit 2006 ist er Mitglied der European Molecular Biology Organization (EMBO). 2016 wurde er Ehrendoktor der Åbo Akademi in Turku und erhielt einen ERC Advanced Grant. 2017 wurde er Mitglied der Academia Europaea und wurde Allen Distinguished Investigator der Paul G. Allen Frontiers Group, die seine Forschung und die von Ralf Jungmann für epigenetische Marker in Verbindung mit hochauflösender Mikroskopie für die Darstellung der dreidimensionalen Struktur des menschlichen Epigenoms mit 1,5 Millionen Dollar förderte. 2018 wurde er zum Mitglied der Deutschen Akademie der Naturforscher Leopoldina gewählt. Im Juni 2024 wurde er zum nächsten Direktor des SciLifeLab in Schweden ernannt.

## Belege
1. ↑  Vita von Jan Ellenberg (Memento vom 30. März 2009 im Internet Archive) (PDF, 24 kB).
2. ↑  Barbara Bachtler: Dr. Ellenberg aus Heidelberg erhält Walther-Flemming-Medaille. Informationsdienst Wissenschaft, 24. März 2004, abgerufen am 22. Februar 2017.
3. ↑  Curriculum Vitae Dr. Jan Ellenberg. Leopoldina Nationale Akademie der Wissenschaften, abgerufen am 28. Juli 2020.
4. ↑  Vita Jan Ellenberg (Memento vom 30. März 2009 im Internet Archive)
5. ↑  Allen Institute zu Förderung von Ellenberg und Jungmann
6. ↑  Jan Ellenberg appointed Director of SciLifeLab. In: SciLifeLab. 7. Juni 2024, abgerufen am 19. September 2024 (englisch).

| Personendaten    | Personendaten              |
| ---------------- | -------------------------- |
| NAME             | Ellenberg, Jan             |
| KURZBESCHREIBUNG | deutscher Molekularbiologe |
| GEBURTSDATUM     | 23. November 1967          |
| GEBURTSORT       | Hamburg                    |